# Cochranella amelie
Cochranella amelie är en groddjursart som beskrevs av Diego F. Cisneros-Heredia och Meza-Ramos 2007. Cochranella amelie ingår i släktet Cochranella och familjen glasgrodor. Inga underarter finns listade i Catalogue of Life.